# Vanquish (Computerspiel)
Vanquish ist ein Third-Person-Shooter mit Science-Fiction-Szenario des japanischen Entwicklerstudios Platinum Games und wurde für die PlayStation 3 und Xbox 360 von Publisher Sega veröffentlicht. Es wurde nach dreijähriger Entwicklungszeit am 19. Oktober 2010 in Nordamerika erstveröffentlicht. Das Actionspiel verkaufte sich bis Anfang 2011 820.000 mal. Am 25. Mai 2017 erscheint eine technisch überarbeitete PC-Version von Vanquish als Download-Titel über Steam. Die Neuauflage unterstützt 4K-Auflösung und moderne Grafikoptionen.

## Handlung
Gegen Ende des 21. Jahrhunderts lässt das rasante Bevölkerungswachstum die Anzahl der Menschen auf der Erde auf über zehn Milliarden ansteigen.
Aus Mangel an Nahrung und Energie zur Versorgung kommt es zu zahlreichen Kriegen um die schwindenden natürlichen Ressourcen. Die USA starten die Raumstation SC-01 Providence. Ausgestattet mit einem Solar-Generator, soll diese die Energieprobleme der USA in den Griff bekommen.
Der Orden des Russischen Sterns – eine Fraktion des russischen Militärs, die in ihrer Heimat durch einen Staatsstreich an die Macht gekommen war – reagierte mit einem Überraschungsübergriff auf die Kolonie. Der Orden baute das Mikrowellen-Energiefeld der Kolonie zu einer riesigen Waffe um und richtete die zerstörerische Kraft gegen die Bewohner der Stadt San Francisco. Nach dieser Kriegserklärung mit einer Massenvernichtungswaffe verlangte der Orden die bedingungslose Kapitulation der Vereinigten Staaten binnen zehn Stunden, unter der Androhung, New York City in Schutt und Asche zu legen.
Die Präsidentin verweigerte jegliche Kooperation mit den Aggressoren und sieht sich gezwungen, einen Militärangriff anzuordnen, um die Invasoren auszulöschen und die Kolonie zurückzuerobern. Dieser Angriff soll unter der Leitung von Lt. Col. Robert Burns stattfinden.
Der DARPA-Agent Sam Gideon wird mit einem fortgeschrittenen Waffenprototyp (ARS-Kampfanzug) ebenfalls an der Mission teilnehmen.

## Spielablauf
Der Spieler schlüpft in die Rolle des mit einem ARS-Kampfanzug ausgestatteten DARPA-Agenten Sam Gideon. Durch diesen Anzug erhält der Spieler die Möglichkeit die Spielzeit zu verlangsamen (Bullet-Time), sowie sich selbst zu beschleunigen, was dem Spieler schnelle Angriffe und schnellen Rückzug ermöglicht.
Sam Gideon ist zudem mit einem BLADE-Waffensystem ausgestattet, welches es dem Spieler ermöglicht drei von insgesamt acht Waffentypen zu speichern. Diese können dann je nach Spielsituation gewechselt werden. Zudem stehen Sam Gideon zwei Typen von Granaten zur Verfügung, Handgranaten und EMP-Granaten, wobei letztere den Feind für kurze Zeit betäuben. Die Waffen können im weiteren Spielverlauf durch das Einsammeln spezieller Boxen oder Waffen desselben Typs aufgerüstet werden, wodurch sich die Genauigkeit, der Munitionsvorrat und der Explosionsradius verbessern.
Der Spieler kann zudem Geschütztürme und Fahrzeuge steuern sowie den Gegner mit Zigaretten ablenken. Das Spiel wird bei Zwischen- und Endkämpfen auch durch Sequenzen, sogenannte Quick-Time-Events unterbrochen, in denen der Spieler schnell reagieren muss, um Gefahr abzuwenden.

## Rezeption
Vanquish erhielt weltweit sehr gute Kritiken und Auszeichnungen. Metacritic zeigt 84 von 100 Möglichen Punkten.
4Players vergab 88 von 100 Punkten und seinen Gold Award. Besonders lobten sie den Stil und die Präsentation des Spiels, bemängeln aber den fehlenden Multiplayer und die kurze Spielzeit.
The Guardian lobte ebenfalls den Stil und die Bosskämpfe aber bemängelte ebenfalls den fehlenden Multiplayer.
Sega zeigte sich von den Verkaufszahlen enttäuscht, man hatte eine Million verkaufte Exemplare angestrebt.

## Sonstiges
Shinji Mikami hatte für Vanquish noch weit verrücktere Ideen im Kopf, als am Ende umgesetzt wurden: So sollte Sam von einem Roboterhund begleitet werden, der mit dessen Kampfanzug zu neuen Formen verschmelzen sollte. Dies ging jedoch selbst Mikamis Kollegen bei Platinum Games zu weit. Die Idee von dem Roboterhund wurde in Platinums Actionspiel Metal Gear Rising: Revengeance wieder aufgenommen.